# Zeiningen
Zeiningen é uma comuna da Suíça, situada no distrito de Rheinfelden, no cantão de Argóvia. Tem 11,37 km² de área e sua população em 2018 foi estimada em 2.310 habitantes.